# Hyladelphys kalinowskii
Мишолики опосум Калиновског или перуански грацилни мишолики опосум (Hyladelphys kalinowskii) је врста сисара из породице опосума (Didelphidae) и истоименог реда (Didelphimorphia).

## Распрострањење
Ареал врсте је ограничен на мањи број држава. 
Врста је присутна у Перуу, Француској Гвајани, Бразилу и Гвајани.

## Станиште
Станиште врсте су суптропске и тропске влажне низијске шуме до 1.000 метара надморске висине.

## Угроженост
Ова врста није угрожена, и наведена је као последња брига јер има широко распрострањење.